# حازم أبو شنب
حازم حسين عبد الحميد أبو شنب (أبو حسين؛ وُلد في 20 أغسطس 1968 في القاهرة – تُوفي في القاهرة في 21 أكتوبر 2020 ) هو قيادي فلسطيني في حركة فتح، كان عضوًا في المجلس الثوري لحركة فتح في الفترة ما بين 2009 حتى 2016، وناطقًا رسميًا باسمه. عمل أيضًا سفيرًا لدولة فلسطين لدى الباكستان بين عامي 2009 و2012، وعضوًا في المجلس الاستشاري لحركة فتح.

## حياته
وُلد حازم أبو شنب في العاصمة المصرية القاهرة لأسرة تسكن مدينة غزة ويعود أصلها إلى قرية بيت دراس المُدمرة في حرب 1948، ووالده الدكتور حسين أبو شنب، وهو عميد سابق لكلية الإعلام بجامعة فلسطين. حازم مُتزوج من السيدة إيمان حسن، وهو حاصل على درجتي الماجستير والدكتوراة في مجال الإعلام الفلسطيني وصناعة الرأي العام. عمل أستاذًا للعلوم السياسية في جامعة الأزهر بغزة.
انتُخب في عام 2009 ليُصبح عضوًا في المجلس الثوري لحركة فتح حتى عام 2016، وعيّن ناطقًا رسميًا للمجلس. عيّن في عام 2009 أيضًا سفيرًا لدولة فلسطين لدى الباكستان حتى عام 2012. كما عمل عضوًا في المجلس الاستشاري لحركة فتح.
تُوفي في مستشفى فلسطين في القاهرة بتاريخ 21 أكتوبر (تشرين الأول) 2020 ميلاديًا، الموافق 4 ربيع الأول 1442 هجريًا، بعد صراعٍ مع مرض عضال. نعاه عددٌ من الجهات، حيث نعته حركة فتح في بيانٍ لها أنَّ «فلسطين قد خسرت مناضلا كبيرا أمضى حياته في الدفاع عن قضية شعبه ووطنه، وإعلاء كلمة فلسطين في كل مكان».